# Asterina malloti-apeltae
Asterina malloti-apeltae är en svampart som beskrevs av B. Song 2004. Asterina malloti-apeltae ingår i släktet Asterina och familjen Asterinaceae.   Inga underarter finns listade i Catalogue of Life.